# Guerras Mitridáticas
Denominam-se Guerras Mitridáticas os três conflitos entre a República Romana e  o Reino do Ponto, no século I a.C. (90 a.C. a 74 a.C.). Tomaram o nome de Mitrídates VI, rei do Ponto na altura e notável inimigo de Roma, que havia invadido a Anatólia em 88 a.C. e ordenado a execução de 100 mil romanos [carece de fontes?] que lá viviam, incluindo mulheres e crianças, levando assim ao início da guerra.
- Na Primeira Guerra Mitridática: (90 a.C.-85 a.C.) Lúcio Cornélio Sula conseguiu expulsar Mitrídates VI da Grécia;
- na Segunda Guerra Mitridática: Mitrídates VI contra-atacou (83 a.C.-81 a.C.);
- na Terceira Guerra Mitridática: (75 a.C.-65 a.C.) Mitrídates VI foi finalmente derrotado por Pompeu.